# Новая жизнь Аманды
«Новая жизнь Аманды» (фр. Amanda) — французский драматический фильм 2018 года, поставленный режиссёром Микаэлем Эрсом. Мировая премьера ленты состоялась 31 августа 2018 на 75-м Венецианском международном кинофестивале, где она была представлена в программе «Горизонты» и была отмечена премией «Волшебный фонарь» (Laterna Magica).

## Сюжет
24-летний Давид Сорель наслаждается жизнью, отбрасывая важные решения на всю жизнь. Он живет в Париже и близок со своей сестрой и ее 7-летней дочкой Амандой. Но однажды внезапная смерть сестры, ставшей жертвой теракта, повергает его в глубокое смятение. В то время как еще два человека, которых он знает, ранены, каждый пытается пережить травму по-своему. Будучи единственным родственником Аманды, ему приходится заботиться о ней, и на первый взгляд именно она кажется самой сильной в этой трагедии.

## В ролях
- Венсан Лакост — Давид Сорель
- Изаура Мюльтрие — Аманда Сорель
- Стэйси Мартен — Лена
- Офелия Кольб[фр.] — Сандрин Сорель
- Марианн Басле[фр.] — Мод Сорель
- Жонатан Коэн — Аксель
- Грета Скакки — Алисон
- Набиха Аккари — Ража
- Бакари Сангаре — директор детского дома
- Клер Тран — Лидия
- Элли Медейрос — Эв

## Награды и номинации
Венецианский кинофестиваль-2018
- Выдвижение на приз за лучший фильм в программе «Горизонты» — Микаэль Эрс[3]
- Приз Laterna Magica — Микаэль Эрс (награда)[4]

Международный кинофестиваль в Токио-2018
- Токио Гран-при за лучший фильм — Микаэль Эрс (награда)
- Лучший сценарий — Микаэль Эрс, Мод Амлин (награда)

Премия «Сезар»-2019
- Лучший актёр — Венсан Лакост (номинация)
- Лучшая музыка к фильму — Антон Санко (номинация)

Премия «Люмьер»-2019
- Лучший фильм — реж. Микаэль Эрс (номинация)
- Лучший актёр — Венсан Лакост (номинация)